# G. Anthony Joseph
G. Anthony Joseph (* in Trinidad und Tobago) ist ein US-amerikanischer Theater- und Filmschauspieler, Filmproduzent und Drehbuchautor.

## Leben
Der in Trinidad und Tobago geborene Joseph startete 1989 in der Fernsehserie Almost There! in der Rolle des Eric Cameron seine Fernsehschauspiellaufbahn. Bis einschließlich 1990 verkörperte er die Rolle in insgesamt vier Episoden. Im selben Jahr feierte er mit Men of Gray sein Debüt als Filmproduzent und Drehbuchautor. Außerdem übernahm er im Film eine Filmrolle. Es folgten Besetzungen in verschiedenen Kurzfilmen sowie in einzelnen Episoden verschiedener Fernsehserien wie American Family, The District – Einsatz in Washington oder JAG – Im Auftrag der Ehre. 2008 war er im Actionfilm Contract Killers in der größeren Rolle des Monoven zu sehen. Als Theaterschauspieler wirkte er unter anderen in den Shakespeare-Stücken Richard III., Hamlet, Ein Sommernachtstraum oder Othello. Nach über zehn Jahren Abstand vom Filmgeschäft erschien mit Men of Gray – The Flying Squad die Fortsetzung seines damaligen Debütfilms. 2022 spielte er im Science-Fiction-Film 2025 Armageddon – Willkommen im Multiversum die Rolle des Voy.

## Filmografie (Auswahl)

### Schauspiel
- 1989–1990: Almost There! (Fernsehserie, 4 Episoden)
- 1990: Men of Gray
- 1996: Flight of the Ibis
- 2000: Merlot (Kurzfilm)
- 2000: Borders (Kurzfilm)
- 2002: American Family (Fernsehserie, Episode 1x13)
- 2002: The District – Einsatz in Washington (The District, Fernsehserie, Episode 3x01)
- 2003: Terror in the Darkness
- 2003: JAG – Im Auftrag der Ehre (JAG, Fernsehserie, Episode 8x13)
- 2004: The Eliminator
- 2004: Mad Dawg
- 2004: Unbound (Kurzfilm)
- 2005: The Vault
- 2006: Backlash
- 2008: Contract Killers
- 2019: Men of Gray – The Flying Squad (Fernsehserie)
- 2020: BSA Live
- 2021: Tales of a 5th Grade Robin Hood
- 2021: Wealth Builders
- 2022: Life After Divorce
- 2022: 2025 Armageddon – Willkommen im Multiversum (2025 Armageddon)
- 2022: Engaged (Kurzfilm)
- 2023: Dolphin (Kurzfilm)

### Produktion
- 1990: Men of Gray (auch Drehbuch)
- 1996: Flight of the Ibis (auch Drehbuch)
- 2004: The Eliminator
- 2005: The Vault
- 2005: The Biggest Fan
- 2005: Pissed
- 2006: Backlash (auch Drehbuch)
- 2008: Contract Killers
- 2010: Limbo
- 2019: Men of Gray – The Flying Squad (Fernsehserie; auch Drehbuch)

## Theater (Auswahl)
- Richard III, Shakespeare by the Sea
- Richard II, Shakespeare by the Sea
- Hamlet, The Actors Forum
- As You like it, Shakespeare by the Sea
- Midsummers Night Dream, Shakespeare by the Sea
- Comedy of Errors, Sacred Fools Theater
- All my Sons, Lincoln Center Directors Lab
- Two Gentlemen of Verona, Sacred Fools Theater
- Othello, LA Shakespeare Company
- Titus Adronicus, LA Shakespeare Company
- Comedy of Errors, LA Shakespeare Company
- Midsummers Night Dream, Kings & Clowns Touring Company
- King Lear, Relentless Theater Company
- Merchant of Venice, Two Roads Theater
- Suburbia, Company of Angels
- Extremeties, Columbia College
- The Pampered Princess, LA City Touring Company
- Hatuey, Little Carib Theater